# Ferdinand Stoliczka
Ferdinand Stoliczka (Kroměříž 7 de julio de 1838  - 19 de junio de 1874) fue un paleontólogo y naturalista austriaco/checo
Estudió geología y paleontología en Praga y en la Universidad de Viena atendiendo a las clases de los profesores Eduard Suess y Dr Rudolf Hoernes.
En 1859 escribió un informe para la Academia de Viena sobre moluscos de agua dulce de las rocas cretácicas del noreste de los Alpes.
En 1861 entró en el Servicio Geológico Austriaco, y al año siguiente se unió al Servicio Geológico de la India dependiente del Gobierno Británico de la India. En Calculta se interesó por los fósiles del Cretácico del sur de la India y publicó Palaeontologia indica, junto con William Thomas Blanford. 
Estudió la geología del oeste del Himalaya y Tíbet y publicó numerosos artículos sobre diversos temas incluyendo zoología de la India. Llegó a ser ayudante del Dr. Thomas Oldham (1816-1878), superintendente del Servicio Geológico de la India. 
En 1873 se unió a una expedición británica a Yarkand y Kashgar junto con Mr (posteriormente Sir Douglas) Forsyth. Stoliczka murió de mal de altura el 19 de junio de 1874 en el viaje de regreso a Moorghi en Ladakh y sus últimas voluntades fueron que los resultados científicos de la expedición fueran publicados por Allan Octavian Hume. 

## Especies nombradas
Algunas de las especies de arañas, peces, aves y mamíferos que llevan su nombre se listan a continuación.
- Thomisus stoliczka
- Saxicola macrorhyncha
- Aselliscus stoliczkanus
- Alticola stoliczkanus
- Puntius stoliczkanus / Barbus stoliczkanus
- Nemacheilus stoliczkai
- Certhia nipalensis

- La abreviatura «Stoliczka» se emplea para indicar a Ferdinand Stoliczka como autoridad en la descripción y clasificación científica de los vegetales.[2]

## Abreviatura (zoología)
La abreviatura Stoliczka  se emplea para indicar a Ferdinand Stoliczka como autoridad en la descripción y taxonomía en zoología.